# Budai Lívia
Budai Lívia (Livia Budai-Batky; Esztergom, 1950. június 23. –) magyar operaénekes, magánénekes, a Pro Cultura Hungarica díj kitüntetettje. Külföldi pályafutása alatt három világrészen vált ismertté művészete.

## Élete
Nyíregyházán nőtt fel értelmiségi családban. Édesanyja zongorázott, nagybátyja hegedült, nővére énekelt. Énektanulmányait 1968–1973 között a budapesti Zeneakadémián végezte. Először 1973-ban Pietro Mascagni Parasztbecsület című operájában Lucia szerepében mutatkozott be az Operaházban. Nagy fordulatot jelentett a pályáján, amikor 1976-ban az Erkel-énekverseny áriaversenyének győztese lett. 1977-ig az Operaház magánénekese volt, ebben az időben jelentős a koncert- és oratóriuménekesi tevékenysége is.
Négy évet töltött az Operaházban, amikor 1977-ben távozott Magyarországról és a gelsenkircheni Német Zenei Színházhoz (Musiktheater im Revier) szerződött. 1978-ban meghívták a londoni a Covent Gardenbe, ahol Verdi Trubadúrjának Azucena a cigányasszony szerepét énekelte Carlo Bergonzi oldalán. Az ekkor elért komoly siker megalapozta a további, nemzetközi karrierjét. A müncheni sikeres bemutatkozásakor Eboli szerepét énekelte. A későbbiekben ezzel a szereppel német, olasz és francia nyelven járta be a világot San Franciscótól a savonlinnai operafesztiválig. Ebben a szerepben számtalanszor lépett fel a világon, többek között francia nyelven a london-i Covent Gardenben is, ahol a darab francia változatát énekelte Bernard Haitink vezényletével. A New York-i Metropolitan Opera House színpadán is énekelte a szerepet Luciano Pavarotti, Joan Sutherland, Leo Nucci mellett.
1980 és 1990 között a müncheni Bajor Állami Operaház (Bayerische Staatsoper) állandó vendégszólistája volt, ahol jelentős drámai mezzoszoprán szerepeket (Eboli, Amneris, Ulrica, Delila, Laura, Preziosilla, Fenéna, Giulietta, Maddalena) énekelt.
Müncheni bemutatkozását a "Stern der Woche" címmel tüntette ki az Abendzeitung című lap.
1981-ben Berlinben Plácido Domingo partnereként szerepelt Ponchielli Gioconda című operájában Laura szerepében.
1981-ben szerepelt a Münchenben színre vitt Ruszalka című opera bemutatóján.
”… ha ne adj Isten egyszer elvesztenéd ezt a gyönyörű hangod, színésznőként is megélhetnél az egész világon.”
1986-ban újra Magyarországon szerepelt az operaház Lukács Ervin vezénylésével előadott Don Carlos előadásában Tokody Ilona, Mikó András, Ilosfalvy Róbert, Begányi Ferenc és Polgár László társaságában.
1990-től a Brüsszeli operaház állandó vendége, ahol a nagy Verdi szerepek után Wagner és Strauss szerepeket kezdett énekelni. Ezzel egyidőben, mint vendégművész Európa számtalan operaházában fellépett, úgymint: Barcelona, Firenze, Madrid, Hamburg, Monte-Carlo, Berlin, Bologna. Frankfurt am Main, Milánó, Toronto, Brüsszel, Marseille, Párizs, ahol olyan sztárokkal léphetett fel, mint Plácido Domingo, José Carreras, Leo Nucci, Renato Bruson, Nikolaj Georgijev Gjaurov, Jevgenyij Jevgenyejevics Nyesztyerenko, Martti Talvela, Mirella Freni, Montserrat Caballé. Sikerrel szerepelt a világ nagy operaszínpadain, megismerhette a New York-i Metropolitan Opera közönsége is, ahol Luciano Pavarotti és Joan Sutherland partnereként debütált. Nevéhez füződik Luciano Berio: La Vera Storia című operájának párizsi bemutatójának sikerre vitele. A darab 1985-ben később a firenzei Maggio Musicale fesztiválon és egy 1986-os holland fesztiválon is vendégszerepelt, ahol Ada szerepét énekelte a szerző, Luciano Berio vezényletével. Az olasz és német szerepek mellett francia nyelvű szerepekben is sikeresen mutatkozott be.
1995-ben a Magyar Televízió Apró Attila rendezésében portréfilmet készített vele. 1999-ben, egy operaénekeseket bemutató Énekes sorsok című portrésorozat részeként, Bilicsi Erzsébet rendezésében László Zsuzsa készített vele portréfilmet. 2003-ban az Magyar Állami Operaház A pikk dáma című előadásában - amit a Magyar Televízió is sugárzott - a Grófnő szerepében lépett fel.
1986 óta járok vissza Budapestre, de még ma is minden fellépésemnél nagyon izgulok. Hazai színpadon teljesen más érzés énekelni. Az öreg grófnő szerepe azért is nagyon kedves nekem, mert így elénekelhetek egy gyönyörű, francia nyelvű ariosót is
2007-ben Budapesten Umberto Giordano André Chénier című operájának, a mindhalálig patrióta Madelon anyó szerepében aratott zajos sikert, s mint a Muzsika című zenei folyóirat írta: „Budai Líviát emelem ki Madelon rövid és zárt, de nem jelentéktelen szerepében, mivel feltűnően formál és énekel.”
2010-ben a budapesti Magyar Állami Operaházban előadott Bánk bán előadásban Gertrúd királynő szerepét alakította a kritika szerint remekül: "A mostani felújításban a királynő szerepe szoprán magasságokat is kíván. Sokan kihagyják a gyilkos "C"-t, de Budai Lívia gyönyörű, valódi mezzo hangja ellenére is remekül megbirkózik ezzel a feladattal."
2010. június 18-án a Magyar Köztársaság ottawai nagykövetségén Vastagh Pál nagykövet a Pro Cultura Hungarica díj kitüntetést adta át neki.
2013-ban Arnaud Bernard rendezésében és Kiril Manolov bolgár bariton főszereplésével került sor a Magyar Állami Operaház Falstaff bemutatójára, amelyben a 40 éves színpadi jubileumát ünneplő nemzetközi hírű mezzoszoprán Mrs. Quickly szerepében mutatkozott be, szerepformálásáról a kritika elismerően szólt: "A Mrs. Quickly-ként fellépő Budai Lívia mélységei még mindig nagyszerűek, és színpadi jelenléte is szuggesztív."
2016-ban Francis Poulenc A karmeliták című operájában, melynek alapjául a compiègne-i karmelita mártírok igaz története szolgál, francia nyelven lépett fel Madame de Croissy, a perjelnő szerepében az Állami Operaház színpadán.

## Fontosabb szerepei
Fontosabb szerepei:
| Szerep                                                  | Zeneszerző                | Opera                 |
| ------------------------------------------------------- | ------------------------- | --------------------- |
| Amneris, az egyiptomi király lánya                      | Giuseppe Verdi            | Aida                  |
| Carmen, cigánylány                                      | Georges Bizet             | Carmen                |
| Azucena, cigányasszony                                  | Giuseppe Verdi            | A trubadúr            |
| Flora Bervoix, Violetta barátnője                       | Giuseppe Verdi            | Traviata              |
| Eboli, hercegnő, udvarhölgy                             | Giuseppe Verdi            | Don Carlos            |
| Mistress Quickly, Mrs. Meg Page barátnője               | Giuseppe Verdi            | Falstaff              |
| Ulrica, jósnő                                           | Giuseppe Verdi            | Az álarcosbál         |
| Laura Adorno, genovai nő, Alvise felesége               | Amilcare Ponchielli       | Gioconda              |
| La Principessa di Bouillon                              | Francesco Cilea           | Adriana Lecouvreur    |
| Gertrúd, királyné                                       | Erkel Ferenc              | Bánk bán              |
| Fricka, Wotan isten felesége                            | Richard Wagner            | A Rajna kincse        |
| Fricka, Wotan isten felesége                            | Richard Wagner            | A walkür              |
| Kundry, vadóc boszorkány                                | Richard Wagner            | Parsifal              |
| Ortrud, pogány hitű intrikus, Telramund felesége        | Richard Wagner            | Lohengrin             |
| Brangäne, Izolda szolgálója és bizalmasa                | Richard Wagner            | Trisztán és Izolda    |
| Vénusz, a szerelem istennője                            | Richard Wagner            | Tannhäuser            |
| Waltraute, walkür                                       | Richard Wagner            | Az istenek alkonya    |
| Klütaimnesztra, királyné                                | Richard Strauss           | Elektra               |
| Heródiás, Judea tetrarchájának a felesége, Salome anyja | Richard Strauss           | Salome                |
| Grófnő                                                  | Pjotr Iljics Csajkovszkij | A pikk dáma           |
| Az idegen hercegnő                                      | Antonín Dvořák            | Ruszalka              |
| Ježibaba, boszorkány                                    | Antonín Dvořák            | Ruszalka              |
| Melanthó, Pénelopé szolgálólánya                        | Claudio Monteverdi        | Odüsszeusz hazatérése |

## Felvételei
A felsorolás a legfontosabb hangfelvételeket tartalmazza.
- CD: Verdi – Requiem Jesús López-Cobos conductor, Margaret Price soprano, Livia Budai mezzo soprano, Giuseppe Giacomini tenor, Robert Lloyd bass, London Philharmonic Orchestra and Choir[47]
- Vivaldi - Livia Budai , Contralto, Liszt Ferenc Chamber Orchestra , Conductor Frigyes Sándor - Stabat Mater. Longe Mala Umbrae Terrores (LP)
- Schumann - Éva Andor, Katalin Szőkefalvi-Nagy, Zsuzsa Barlay, Livia Budai, György Korondy, József Gregor, Budapest Chorus, Hungarian State Orchestra, Miklós Forrai - Requiem / Requiem Für Mignon
- Vivaldi - Livia Budai, Klára Takács - Stabat Mater / Longe Mala, Umbrae, Terrores / Nisi Dominus (CD, RM)
- Lívia Budai-Batky, Hungarian State Orchestra, Tamás Pál - Operatic Recital (LP, CD Album)
- Mezzo-Soprano Arias Verdi-Glück-Donizetti-Ponchielli-Mascagni-Cliea Budai-Batky Lívia, Magyar Állami Hangversenyzenekar, Pál Tamás[48]

## Díjai
- 2010. Pro Cultura Hungarica díj
- 2012. Osváth Júlia-díj. A legendás Osváth Júlia emlékére alapított díjat a magyar zenei kultúra nagyköveteként szakmai életútjáért a Magyar Állami Operaház évadnyitó társulati ülésén vette át.[49][50]
- 2013. Hűség a Hazához
- 2022. A Magyar Érdemrend tisztikeresztje
- 2024. Prima-díj